# キア・コンコード
コンコード（CONCORD、朝: 콩코드）は、大韓民国の自動車製造会社、起亜産業（現: 起亜自動車）により1987年10月から1995年6月にかけて製造・販売されたセダン型の普通乗用車（大韓民国における区分では中型車）である。大韓民国では、上品なデザインと捉えられる場合が多く、弁護士や医師と言った専門職業者や知識人が所有するイメージが浸透した。また盧武鉉前大統領も弁護士時代に同車を所有していた様である。
また初代カーレーサーと呼ばれるパク・ジョンリョンによりモータースポーツにて使用された車種として話題となった。当初はプライドが使用されたが、実力故に主催者から他車を使用しなければ出場させない、というペナルティを受け、小型乗用車と比較して総重量も重く寸法も大きいものの、中型乗用車へ乗り換える事となり、その際に使用された車種が同車であった。

## 初代（型式: NB-V型、1987年10月 - 1995年6月）
- 1987年（時期不明） - 全斗煥政府により下された2.28措置（自動車産業合理化措置（朝鮮語版））の解除に伴い、乗用車の製造が許可された同社は、競合他社である現代自動車と大宇自動車（現: 韓国GM）が独占していた小型乗用車市場への参入を試み、同年3月5日に発売したプライドで大成功を収めた。しかし、中型乗用車は同社のラインナップには存在しておらず、同市場への参入も試み、プロジェクト名『NB-V』として中型乗用車の開発を開始する。
- 1987年10月16日 - 数ヶ月間の開発期間を経て、GC系マツダ・カペラ最終型1.8/2.0 EGIを基礎に発売。基本的な構造は共通であり、フロントドア及びリアドア、フロントウィンドウ及びサイドウィンドウ及びリアウィンドウ、ルーフは共通であるものの、国産化率引き上げを試みランプ類、ボンネット、フロントバンパー及びリアバンパー、フロントフェンダー及びリアフェンダーに変更を加え、より高級感を持たせた。ボディパネルも多少異なる。当時としては先進的なデジタルパネルメーターを採用した。また7バンドイコライザーを搭載した2.5DINインケルカーステレオを搭載し、競合車種と比較して優れた音質を誇る。また発売直前のティーザー広告や発売直後の広告にて、『プジョー・604とフィアット・132を製造していた起亜産業が高級乗用車を再び製造する』という文言が記述されており、同社は同車をフィアット・132の後継車種として位置付けようとしたと思われる[1][2]。またヘッドランプにフォグランプが連続するデザインは、プジョー・604を強く意識している。エンジンはマツダ・F系をベースとする自社製FE型1,998cc直4ガソリンSOHC自然吸気110PSのみの設定とし、グレード構成は1.8 GTX、2.0 DIESEL、2.0 GTXの3種とした。製造は京畿道光明市所下洞（朝鮮語版）の所下洞工場にて行われる。なお当時の中型乗用車としては全長及びホイールベースが非常に短く、競合車種は室内空間を前面に押し出しており、室内空間という面では不利であった。また先代車種であるフィアット・132も当時の中型乗用車としては全長及びホイールベースが非常に短く、かつ高性能というイメージが浸透しており、同車も『小さくて高性能な中型車』というイメージを受け継いでいる。競合車種は現代・ソナタ、大宇・ロイヤル（朝鮮語版）となる。キャッチコピーは『頂上のスーパーセダン』。
- 1988年4月 - 自社製RF型1,998cc直4ディーゼルSOHC自然吸気72PSを追加設定。起亜自動車初となるディーゼル乗用車となる。当時の他社のディーゼル乗用車はボンネットが突出した形状となる場合が大半であったが、同車のボンネットはガソリン車と同じ形状であり、同社もこの点を強調した。またガソリン車とはラジエターグリル、その他意匠が異なる。
- 1988年5月 - 自社製F8型1,789cc直4ガソリンSOHC自然吸気95PS（→100PS）を追加設定。
- 1988年7月 - マイナーチェンジを施し、2.0 GLX DGTを追加設定[3]。DGTは『デジタル』（Digital）を意味する。またバンパーを一体型リム製バンパーへ変更し、フロントグリルも変更しクロームメッキを施した。またフロントフェンダーにウィンカーを配置した。ステアリング・ホイールもプライドからの流用から新設計の3本スポークを採用し、中央集中式LCD計器盤を新採用した。またパワーアンテナを新採用すると共に、配置位置を助手席側Aピラー付近から助手席側後部座席付近へ移設した。
- 1988年8月 - タクシー仕様にのみF8型1,789cc直4LPG SOHC自然吸気95PSを追加設定。
- 1989年（時期不明） - 製造を所下洞工場から京畿道華城市雨汀邑（朝鮮語版）石川里の石川里工場へ移管。
- 1990年3月 - 1990年MYを発売。タイマーの警告音を変更し、時速20km/hに達するとフロントドア及びリアドアを自動的にロックするオートドアロック、後席暖房オートタイマー等を搭載したETWISを追加搭載した。また2.0L車は、機械式3速から電子制御式4速へ変更した。1.8L車は機械式3速を継続する。またCピラーに配置した通気口の形状を変更し、ホイールもブリケット型から変更し、1.8GTX、2.0GTX、2.0 GLX DGTに設定した。またディーゼル車を廃止し、FE型1,998cc直4ガソリンDOHC自然吸気139PSを追加設定した。
- 1991年3月 - フェイスリフトを施し、『ニューコンコード』として発売。ヘッドランプとラジエターグリルにボリューム感を持たせ、全体的に丸みを帯びたスタイルとなり、リアナンバープレートの取り付け位置をテールランプ中央からリアバンパー中央へ移動した。またテールランプのスモークを廃止し、トランク中央に車名ロゴの付くガーニッシュを新採用した。キャッチコピーは『プロフェッショナル・スーパーセダン』。なおタクシー仕様は従来のコンコードを継続製造する。
- 1992年3月 - 2.0LガソリンDOHCを追加設定。同社製中型乗用車初であり、また内装デザインをGC系マツダ・カペラと似た物とした。またGLX DiにABSを追加設定し、クルーズコントロールを廃止した。先述の通り競合車種と比較して全長及びホイールベースが非常に短く、その上車両総重量も軽量である為、エンジン及びサスペンション性能に優れており、車格が1クラス上級である現代・グレンジャー（YFL型3,000cc V6 SOHC搭載車）より加速力に優れるとされており、当時の大韓民国における高速道路では追い越せる車両は居ないとして、『高速道路の帝王』という異名も付けられた。
- 1992年10月 - タクシー仕様も1993年MY、ニューコンコードへ移行。
- 1993年3月 - マイナーチェンジを施し、大韓民国製中型乗用車初となる運転席エアバッグを新採用。またホイールをメッシュへ変更し、ラジエターグリルの細部も変更した。またテールランプ及びガーニッシュのデザインも変更し、ウィンカー及びブレーキランプの面積比率を約1:3とし、ガーニッシュの赤色の箇所は中央に向かい細くなる形状へ変更した。また2.0 GTX、2.0 GLXI以降のリアドアにのみドアアウトサイドハンドルを下側にハウジングを配置した形状へ変更した。またレザーシートとリモコンをオプション設定した。また最上級グレードであるOMEGA（オメガ）を追加設定し、オーディオリモコン、レザーシート、デジタルメーター、ABS、可変サスペンションと言ったフルオプションであり、トランクにOMEGAのロゴを装着した。
- 1994年6月 - マイナーチェンジを施し、ラジエターグリルを変更し、テールランプ及びガーニッシュも変更し、ウィンカー及びガーニッシュを白色へ変更した。
- 1995年6月 - 後継車種であるクレドス（朝鮮語版）の発売に伴い製造終了。

## グレード構成
- 1.8 GTX（EGI〈'92年式及び'93年式〉）
- 1.8 GXi（SOHC、MT車: 920万ウォン/約99万円、AT車: 999万ウォン/約108万円〈最終後期型〉）
- 2.0 GTX（SOHC及びDOHC〈'92年式及び'93年型〉）
- 2.0 GLXi（SOHC、MT車: 1195万ウォン/約129万円、AT車: 1305万ウォン/約141万円〈最終後期型〉）
- 2.0 GLX（DOHC〈'92年式及び'93年式〉）
- 2.0 GLX Di（DOHC、MT車: 1295万ウォン/約140万円、AT車: 1405万ウォン/約152万円〈最終後期型〉）
- 2.0 OMEGA（DOHC、MT車: 1497万ウォン/約162万円、AT車: 1607万ウォン/約174万円〈最終後期型〉）